# Ilja Glebov

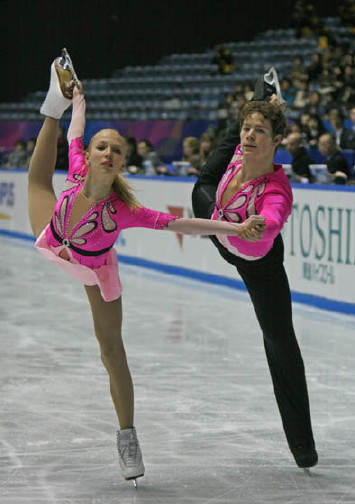
Ilja Glebov mit Maria Sergejeva, NHK Trophy, 2008

Ilja Glebov (* 22. Juli 1987 in Tallinn, Estnische SSR, Sowjetunion) ist ein estnischer Eiskunstläufer. Er ist mit seiner Partnerin Maria Sergejeva mehrfacher estnischer Meister im Paarlauf. Seine jüngere Schwester Jelena Glebova ist ebenfalls Eiskunstläuferin und mehrfache Siegerin bei nationalen Meisterschaften.

## Sportliche Erfolge
Sergejeva und Glebov starten für den Klub Anna Levandi FSC, der von der ehemaligen sowjetischen Eiskunstläuferin Anna Levandi geführt wird. Sie wurden von der ehemaligen estnischen Eiskunstläuferin Ekaterina Nekrassova trainiert, bis sie 2009 zu Mariusz und Dorota Siudek wechselten.
Sergejeva und Glebov belegten bei den nationalen Meisterschaften 2004 und 2005 den zweiten Rang. 2007 konnten sie den Titel gewinnen. Bei den Juniorenweltmeisterschaften erreichten sie den siebenten Platz. 2008 konnten sie ihren Titel bei den estnischen Meisterschaften verteidigen.